# Randy Onwuasor
Randy Ozoemena Onwuasor (Inglewood, California, 5 de septiembre de 1995) es un baloncestista con doble nacionalidad estadounidense y nigeriana que actualmente se encuentra sin equipo. Con 1,91 metros de estatura, juega en la posición de escolta.

## Trayectoria deportiva

### Universidad
Jugó dos temporadas con los Red Raiders de la Universidad Tecnológica de Texas, en las que promedió 3,5 puntos, 2,0 rebotes y 1,2 asistencias por partido, En 2015 pidió ser transferido a los Thunderbirds de la Universidad del Sur de Utah, donde, tras cumplir el año de parón que impone la NCAA, jugó una temporada en la que promedió 23,6 puntos, 6,6 rebotes, 3,2 asistencias y 1,5 robos de balón, siendo elegido mejor debutante de la Big Sky Conference e incluido en su segundo mejor quinteto.
Tras graduarse, y como tenía la opción de jugar un año más, lo hizo con los Tigers de la Universidad Estatal de Luisiana, promediando 4,6 puntos y 2,1 rebotes por encuentro.

### Profesional
Tras no ser elegido en el draft de la NBA de 2018, en noviembre firmó su primer contrato profesional con el Zornotza ST de la LEB Plata española, con los que jugó diez partidos, promediando 15,1 puntos y 3,3 rebotes, hasta ser despedido en enero de 2019.
Apenas un par de días después se incorporó a las filas del Marín Peixegalego, también de LEB Plata. Allí solo disputó tres partidos, en los que promedió 12,6 puntos y 2,3 rebotes.
Regresó a su país y en octubre de 2019 realizó una prueba con los Stockton Kings de la NBA, equipo que no lo acabaría contratando hasta el mes de diciembre. Acabó la temporada promediando 5,8 puntos y 3,2 rebotes por partido.